# La Noria, Jalisco
La Noria är en ort i Mexiko.   Den ligger i kommunen Unión de San Antonio och delstaten Jalisco, i den centrala delen av landet, 300 km nordväst om huvudstaden Mexico City. La Noria ligger 1 791 meter över havet och antalet invånare är 332.
Terrängen runt La Noria är platt västerut, men österut är den kuperad. Runt La Noria är det mycket tätbefolkat, med 1 313 invånare per kvadratkilometer. Närmaste större samhälle är León de los Aldama, 17,1 km öster om La Noria. Trakten runt La Noria består till största delen av jordbruksmark.